# یانکالیلا، استرالیای جنوبی
یانکالیلا (به انگلیسی: Yankalilla) یک منطقهٔ مسکونی در استرالیا است که در استرالیای جنوبی واقع شده است.